# Corral del Risco
Corral del Risco är en ort i Mexiko.   Den ligger i kommunen Bahía de Banderas och delstaten Nayarit, i den centrala delen av landet, 700 km väster om huvudstaden Mexico City. Corral del Risco ligger 11 meter över havet och antalet invånare är 2 304.
Terrängen runt Corral del Risco är varierad. Havet är nära Corral del Risco åt sydväst.  Närmaste större samhälle är Bucerías, 19,0 km öster om Corral del Risco. I omgivningarna runt Corral del Risco växer i huvudsak lövfällande lövskog.